# Vulpes vulpes tobolica
Vulpes vulpes tobolica es una subespecie de  mamíferos carnívoros  de la familia Canidae.

## Distribución geográfica
Se encuentra al oeste de Siberia.